# Castratella
Castratella es un género con tres especies de plantas fanerógamas pertenecientes a la familia Melastomataceae.

## Taxonomía
El género fue descrito por Charles Victor Naudin y publicado en Annales des Sciences Naturelles; Botanique, sér. 3 14(2): 139, en el año 1850.

## Especies
- Campimia auriculata (Ridl.) M.P.Nayar -- Bull. Bot. Surv. India 14(1-4): 189 (1972 publ. 1975).
- Castratella piloselloides Naudin	Ann. Sci. Nat., Bot., sér. 3. 14: 139	1850
- Castratella rosea Gleason	Fieldiana, Bot. 28: 424	1952

## Biografía
- Luteyn, J. L. 1999. Páramos, a checklist of plant diversity, geographical distribution, and botanical literature. Mem. New York Bot. Gard. 84: viii–xv, 1–278.